# Religioso (cristianesimo)
I religiosi sono i fedeli cristiani appartenenti agli istituti religiosi, cioè a quelle società ecclesiastiche i cui membri conducono vita fraterna in comunità e osservano, oltre ai normali precetti cristiani, i consigli evangelici mediante i voti pubblici di povertà, obbedienza e castità.
In ambito cattolico, i voti possono essere emessi in forma solenne o semplice: le società a voti solenni sono dette ordini, quelle a voti semplici congregazioni. Con la diffusione del protestantesimo la vita religiosa scomparve dai paesi riformati, ma tra XIX e XX secolo in ambito evangelico e anglicano sorsero numerose comunità per sperimentare nuove forme di vita comune.
In senso lato, il termine "religioso" viene usato per intendere tutti coloro che vivono professando i consigli evangelici, cioè anche i membri degli istituti secolari (che non praticano vita comune), gli eremiti e le vergini consacrate, e i sodali delle società di vita apostolica (che non emettono voti pubblici ma praticano vita comunitaria).

## Origini
Nell'antichità cristiana e nell'alto medioevo il sostantivo religioso era utilizzato per indicare coloro che dedicavano buona parte del loro tempo al servizio liturgico e agli atti cultuali. Tommaso d'Aquino, nella Summa Theologiae, definì religiosi "coloro che si consacrano totalmente al divino servizio, offrendosi a Dio come in olocausto", cioè i membri dello "stato di perfezione": tale stato, oltre che dai monaci e dai canonici regolari, era costituito anche dai frati degli ordini mendicanti che, sul fondamento della scelta radicale della sequela di Cristo proposta dal Vangelo, si dedicavano al servizio diretto ai fratelli.

## I religiosi in ambito cattolico
Col tempo il termine perse il suo originale significato e assunse una connotazione sempre più tecnica, finendo per definire solo i membri di istituti con determinate caratteristiche giuridiche e canoniche (gli appartenenti agli ordini e alle congregazioni più antiche, di voti solenni; i membri delle congregazioni di voti semplici vennero annoverati tra i religiosi solo con il codice Piano Benedettino del 1917).
Mentre nella dottrina classica il termine religioso poteva adeguarsi a tutti quanti si dedicassero totalmente al culto divino, cioè ai membri degli istituti religiosi e secolari, agli eremiti, alle vergini consacrate, ai sodali delle società di vita apostolica, col tempo il sostantivo si è ridotto a una pura categoria giuridica ed è passato a indicare solo i membri di certi istituti con determinate caratteristiche (quelli "...i cui membri, secondo il diritto proprio, emettono i voti pubblici, perpetui oppure temporanei da rinnovarsi alla scadenza, e conducono vita fraterna in comunità").
Durante il Concilio Vaticano II il termine religioso tornò a essere utilizzato nel significato teologico proposto dall'Aquinate, cioè di persona consacrata al servizio di Dio e dei fratelli (sotto il capitolo VI della costituzione apostolica Lumen Gentium, intitolato "I Religiosi", vennero ricomprese tutte le forme di vita particolarmente dedicate a Dio nella Chiesa); ma in seguito lo stesso concilio, temendo un'eccessiva standardizzazione, ristabilì le separazioni sottolineando come i membri degli istituti secolari non vadano considerati religiosi.
La volontà di evidenziare le specificità di ogni stato di vita tendente alla perfezione della carità mediante lo stato di consacrazione della vita (cioè la professione e assunzione coram Ecclesia dei tre consigli evangelici di castità, povertà e obbedienza) e l'assunzione di questo impegno associativo mediante voti o altri sacri legami, ha portato a sottolineare le specificità di ogni singola categoria di istituti tanto da non riuscire più a trovare un minimo denominatore comune che le possa unificare: il Codice di Diritto Canonico promulgato da papa Giovanni Paolo II il 25 gennaio 1983, infatti, non ha voluto indicare nessun termine per definire sia gli istituti di vita consacrata e le società di vita apostolica, e la parte III del codice è stata titolata De Institutis vitae consecratae et de societatibus vitae apostolicae (nella fase di consultazione preliminare alla promulgazione del codice era stata suggerita la locuzione "vita evangelica costituita").

## I religiosi in ambito protestante
Nei paesi interessanti alla riforma protestante le istituzioni religiose scomparvero (Martin Lutero negò il valore dei voti religiosi e i beni di capitoli e monasteri vennero secolarizzati).
Tra Sei e Settecento, con la diffusione del pietismo, stimolò la ripresa della vita comune in ambito riformato (confraternita di Herrnut).
Sulla scia del movimento di Oxford, a partire dalla metà dell'Ottocento in ambito anglicano si formarono comunità di tradizione benedettina, francescana e domenicana.
A partire dal 1923 si tennero a Gut Bernuechen dei congressi che crearono le premesse per la nascita di fraternità come la Michaelsbruderschaft. Tali comunità, dopo la fine della seconda guerra mondiale, si diffusero in tutte le Chiese protestanti: le loro caratteristiche comuni furono la pratica di opere caritatevoli, la rivalutazione dell'antico monachesimo cristiano e la celebrazione comunitaria e solenne della liturgia.
Salvo poche eccezioni (ad esempio, l'antica abbazia cistercense di Loccum, passata alla riforma nel XVI secolo), le comunità religiose non posseggono un particolare status all'interno delle loro Chiese (in Germania, generalmente, sono istituzioni di diritto proprio, inquadrate giuridicamente come Eingetragener Verein); tra le varie comunità, anche all'interno della stessa confessione, non esistono molti contatti e i rapporti reciproci non sono regolati giuridicamente.
Nel 1987 in Germania le comunità in cui si praticava il celibato erano una ventina e i membri circa 750 (in maggioranza donne).

## Categorie di religiosi
Nel corso dei secoli la vita consacrata ha assunto diverse forme, per meglio rispondere alle esigenze dei diversi momenti storici, dando origine a diverse categorie di religiosi:
- i canonici regolari;
- i monaci;
- i frati (membri degli ordini mendicanti);
- i chierici regolari;
- i membri degli congregazioni clericali (rette e composte a maggioranza da religiosi chierici, o padri);
- i membri delle congregazioni laicali (rette e composte a maggioranza da religiosi laici, o fratelli).

Le religiose si distinguono semplicemente in:
- monache (se di voti solenni);
- suore (se di voti semplici).